# Frinkcoin
Frinkcoin, también llamado así en Hispanoamérica y en España, es el decimotercer episodio de la trigesimoprimera temporada de la serie animada Los Simpson, y el episodio 675 de la serie en general. Se estrenó el 23 de febrero de 2020 en Estados Unidos, el 11 de octubre del mismo año en Hispanoamérica y el 23 de junio de 2021 en abierto en España.

## Argumento
La familia Simpson está comiendo en The Lentil Institution, un restaurante vegano, compitiendo para que Lisa Simpson los elija para su artículo "La persona más interesante que conozco", pero ella elige al profesor Frink, dedicado a ayudar al mundo a través de la ciencia.
En la Universidad de Springfield, Lisa lo visita y lo entrevista. Después de explicar la historia de su vida, Frink dice que está desarrollando una nueva criptomoneda, Frinkcoin.
La Frinkcoin se vuelve famosa y Frink se convierte en el hombre más rico de la ciudad, enfureciendo al Sr. Burns. Frink, sin embargo, se siente vacío por dentro, por lo que Lisa intenta ayudarlo. Se muda de la oficina de su universidad a Chicago, pero todavía se siente triste. Marge sugiere que Homer lo lleve a la taberna de Moe. Frink ases las preguntas de trivia de Moe y se gana el respeto y la amistad de los que beben en el bar. Empieza a llevarlos a los mejores establecimientos de Springfield.
Smithers forma un equipo para crear Burns Coin. El equipo desarrolla una fórmula para devaluar Frinkcoin. Sin embargo, los cálculos tardarían miles de años. Burns decide romper el espíritu de Frink, mostrándole a Frink que a sus nuevos amigos solo les gusta por su dinero.
Burns lleva la ecuación al centro de la ciudad para una solución instantánea de crowdsourcing. Mientras tanto, Frink pone a prueba la sinceridad de sus amigos. Todos fallan.
Una solución a la ecuación se publica en la pizarra; Lisa se da cuenta de que fue publicado por el propio Frink. Lisa y Frink se vuelven mejores amigos, aunque Frink se da cuenta de que acaba de perder todo su dinero con la acción. Al final, regresa a la universidad y besa al profesor cuyo despacho comparte.

## Recepción
Dennis Perkins de The A.V. Club le dio a este episodio una B, indicando que el episodio "utiliza el concepto de criptomoneda como una excusa para un ejercicio en gran medida exitoso en el desarrollo de personajes secundarios".
Den of Geek le dio a este episodio un 4 de 5 estrellas.
El 28 de julio de 2020, este episodio fue nominado a un Emmy por la destacada actuación de voz en off de Hank Azaria.